# Carrie Bethel
Carrie McGowan Bethel (Lee Vining, 1898 – aldaar, 1974) was een indiaans-Amerikaans mandenvlechtster. Ze behoorde tot de Kucadikadi-groepering (Mono Lake Paiute) van de noordelijke Paiute uit de buurt van Yosemite National Park. Bethel begon manden te maken op haar 12de. Ze nam deel aan wedstrijden op de Yosemite Indian Field Days in 1926 en 1929 en demonstreerde haar kunst op de Golden Gate International Exposition in 1939. Samen met Nellie Charlie, Lucy Telles en enkele andere Paiute en Mono vrouwen werd Bethel bekend om haar uitzonderlijk verfijnde, ingewikkelde en kunstige manden. In 2006 werd een creatie van Bethel – de mand waarmee ze eerste prijs won op de Yosemite Indian Field Days van 1926 – op een veiling verkocht voor 216.250 dollar.